# Agusta A.106
Agusta A106 — багатоцільовий вертоліт.
Вертоліт створений компанією «Agusta». Перший політ зробив в 1965 році. Були побудовані тільки два прототипи № MM5001N і № MM5002N. Виробництво передсерійної партії з 5 вертольотів було скасовано військово-морським флотом Італії в 1973 році.

## Тактико-технічні характеристики
- Силова установка: 1 x ТВД Turbomeca-Agusta TAA 230 потужністю на валу 224кВт,
- діаметр несучого гвинта: 9.50 м,
- довжина з обертовими гвинтами: 9.50 м,
- висота: 2.50 м,
- злітна вага: 1400 кг,
- вага порожнього: 590 кг,
- максимальна швидкість: 176 км/год,
- крейсерська швидкість: 167 км/год,
- статична стеля з урахуванням впливу землі: 3000 м,
- дальність польоту з максимальним запасом палива: 740 км,
- озброєння: 2 торпеди Мк.44, або 10 глибинних бомб, або 2 кулемети калібру 7.62 мм і 10 ракет калібру 80мм